# Apadravya
Een apadravya is een piercing voor in de penis, die net als de ampallang door de eikel passeert. In tegenstelling tot de ampallang gaat de apadravya verticaal door de eikel en urinebuis. Soms wordt de apadravya niet centraal geplaatst, maar hij gaat bijna altijd door de urinebuis.
Een apadravya-piercing kan als nieuwe piercing geplaatst worden, maar de drager ervan kan ook eerst een Prins Albert-piercing hebben, die dan verder verlengd wordt tot een Apadravya.
De combinatie van een ampallang en een apadravya-piercing wordt een 'magic cross' genoemd.

## Sieraad
De piercing wordt in het begin meestal gedaan met een staafje van 1,6 tot 2,0 mm dikte. Daarna is het mogelijk de piercing verder op te rekken tot grotere diameters (3 tot 10 mm). Een dikker staafje is vaak aangenamer omdat het minder in de omliggende weefsels 'snijdt' bij beweging ervan. De lengte van het staafje moet groot genoeg zijn om de zwelling van de eikel toe te laten tijdens een erectie. Dit is meestal tussen 28 en 35 mm.